# Teișor (struguri)
Teișor este un vechi soi românesc de struguri.